# Alexander Winokurow
Alexander Nikolajewitsch Winokurow (kasachisch Александр Николаевич Винокуров; in den Medien und offiziellen Verlautbarungen nach der französischen Transkription meist Alexandre Vinokourov; * 16. September 1973 im Dorf Bischkul, Kasachische SSR, Sowjetunion) ist ein ehemaliger kasachischer Radrennfahrer. Er wurde Olympiasieger im olympischen Straßenrennen 2012 in London.  

## Werdegang im Radsport

### Weg in den Radsport
Alexander Winokurow wuchs in seinem Geburtsort Bischkul in der Nähe von Petropawl auf; sein Vater war Elektriker, seine Mutter Hausfrau. Seine Familie hatte keine sportlichen Ambitionen, aber Winokurow fiel früh durch seinen Ehrgeiz auf. Ab der fünften Klasse besuchte er die Kinder- und Jugendsportschule in Petropawl und begann im Alter von elf Jahren mit dem Radsport. 1986 gewann er ein Rennen, an dem Schüler aus ganz Kasachstan teilnahmen, obwohl er der kleinste und jüngste im Feld war. Nach Abschluss der Schule besuchte er die Pädagogische Hochschule von Petropawl und studierte Sport und Biologie. 1997 zog er, nachdem er geheiratet hatte, nach Saint-Étienne in Frankreich.

### Erste Profijahre
1998 wurde Alexander Winokurow Radprofi beim französischen Radsportteam Casino. Im selben Jahr wurde er unter anderem Gesamtsieger bei den Vier Tage von Dünkirchen. Nach einer erfolgreichen Saison 1999 – Winokurow gewann unter anderem das Etappenrennen Dauphiné Libéré – wechselte er zum deutschen Team Telekom. Bei den Olympischen Spielen 2000 in Sydney wurde er im Straßenrennen Zweiter hinter Jan Ullrich. In der Saison 2001 gewann er die Deutschland Tour und 2002 Paris–Nizza. Bei der Tour de Suisse 2002 entschied er die Etappe nach Samnaun für sich.
Im März 2003 gewann Winokurow erneut Paris–Nizza; seinen Sieg widmete er seinem Landsmann und Freund Andrei Kiwiljow, der bei dem gleichen Rennen tödlich verunglückt war.
Im Mai gewann er das Weltcuprennen Amstel Gold Race und im Juni die Tour de Suisse. Diese Leistung krönte er im Juli mit dem dritten Platz bei der Tour de France, einem Etappensieg und der Auszeichnung als kämpferischster Fahrer.
Bei der Tour de Suisse 2004 stürzte Winokurow und musste daher die Tour de France absagen.
Erst im Herbst kam er wieder in Form, gewann die  Regio-Tour und holte Bronze beim Einzelzeitfahren der Straßenweltmeisterschaft.
Im April 2005 gewann er den Klassiker Lüttich–Bastogne–Lüttich vor seinem Mitflüchter Jens Voigt. Am 26. Juni wurde er kasachischer Straßenmeister. Bei der Tour de France 2005 gewann er am 13. Juli die elfte Etappe von Courchevel nach Briançon und die abschließende Etappe nach Paris. Im Gesamtklassement wurde er Fünfter, zwei Plätze hinter dem später disqualifizierten Teamkapitän Jan Ullrich (wodurch Winokurow nachträglich auf Platz vier vorrückte).

### Dopingskandale und Vueltasieg
Während der Tour de France 2005 gab Winokurow bekannt, dass er das T-Mobile-Team verlassen werde. Mit seiner neuen Mannschaft Liberty Seguros-Würth erhoffe er sich in den folgenden Jahren den Tour-de-France-Sieg. In der Tour de France 2005 gewann er die Sonderwertung Souvenir Henri Desgrange.
Im Mai 2006 wurde das Once-Team in den Dopingskandal Fuentes verstrickt. Der Hauptsponsor Liberty Seguros beendete sofort sein Engagement, und der Ausschluss von der Tour de France drohte. Winokurow nahm daraufhin mit dem Premierminister von Kasachstan Kontakt auf und erreichte, dass ein Konsortium aus fünf Wirtschaftsunternehmen neuer Hauptsponsor wurde. Wenige Tage später forderte die Tour-de-France-Direktion das Team aufgrund der Verwicklungen in den Dopingskandal zum freiwilligen Startverzicht auf, doch die Teamleitung weigerte sich. Die Tour-de-France-Direktion zog vor den internationalen Sportgerichtshof, konnte eine Ausladung von Astana wegen Mangels an Beweisen aber nicht durchsetzen. Einen Tag vor Beginn der Rundfahrt wurde von der spanischen Polizei eine Liste mit Verdächtigen des Dopingskandals veröffentlicht, wozu auch fünf von neun Fahrern des Tour-de-France-Teams von Astana gehörten. Die Sportlichen Leiter aller Teams verständigten sich darauf, dass alle Fahrer auf der Dopingliste von der Rundfahrt ausgeschlossen wurden und keine Ersatzfahrer nachnominiert werden durften. Somit bestand der Kader von Astana nur noch aus vier Fahrern, und das Team war damit nicht mehr startberechtigt, da mindestens sechs Fahrer benötigt wurden.
Winokurow wollte daraufhin zusammen mit dem kasachischen Konsortium Astana die damalige Betreibergesellschaft des Teams Astana Active Bay von den bisherigen Eigentümern Pablo Anton und Manolo Saiz übernehmen. Als Teamchef ab 2007 wollte er den ehemaligen Vuelta-a-España-Gewinner Tony Rominger gewinnen und hatte bereits den ehemaligen Teamchef von T-Mobile, Walter Godefroot, als Berater der sportlichen Leitung ins Team geholt. Winokurow selbst wollte 2008 Sportlicher Leiter der Mannschaft werden.
Winokurow gewann nach dem Ausschluss von der Tour de France bei der Vuelta a España im selben Jahr durch einen erfolgreichen Ausreißversuch kurz vor dem Ziel die achte Etappe von Ponferrada nach Lugo. Bereits auf der siebten Etappe, einer Bergankunft in Alto de El Morredero, hatte er 1500 Meter vor dem Ziel einen Ausreißversuch unternommen, war jedoch von Alejandro Valverde gestellt worden und belegte letztlich nur den sechsten Platz. Nachdem er beim Zeitfahren der neunten Etappe trotz Etappensieges nur acht Sekunden auf den Gesamtführenden Valverde gewonnen hatte und ein Angriffsversuch auf der 16. Etappe zum Calar-Alto-Observatorium von Valverde abgewehrt wurde, gelang es Winokurow auf der vorletzten Bergetappe am Tag darauf, Valverde weitere neun Sekunden zu distanzieren und die Führung in der Gesamtwertung zu übernehmen. Auf der folgenden 18. Etappe, der letzten Bergetappe, konnte er seinen Vorsprung auf 52 Sekunden ausbauen. Am übernächsten Tag gewann er an seinem 33. Geburtstag das abschließende Zeitfahren und sicherte sich den Gesamtsieg.
Bei den Straßenweltmeisterschaften 2006 gewann Winokurow mit dem dritten Platz im Einzelzeitfahren seine zweite Bronzemedaille bei einer Weltmeisterschaft. Im Oktober 2006 wurde Winokurow durch den kasachischen Staat für seine Verdienste um den Radsport geehrt. Ministerpräsident Danial Achmetow überreichte Winokurow als erstem Sportler überhaupt den Orden „Für Verdienste um das Vaterland“.
Vor Beginn der Tour de France 2007 wurde Winokurow als Favorit auf den Gewinn dieser Rundfahrt genannt. Doch aufgrund eines Sturzes während der 5. Etappe konnte er diese Erwartungen zunächst nicht erfüllen.
Am 24. Juli 2007 wurde bekannt, dass er beim Sieg im Einzelzeitfahren der 13. Etappe sowie drei Tage später auf der 15. Etappe positiv auf Blutdoping getestet worden war. Dabei handelte es sich nicht um das im Dopingskandal Fuentes oft erwähnte Eigenblutdoping, sondern um Fremdblutdoping. Auch wenn Winokurow bis zu diesem Zeitpunkt jegliches Doping bestritt („Das ist nicht meine Art Rad zu fahren“), suspendierte ihn sein Team Astana zunächst und beendete, nach Bekanntgabe des Ergebnisses der B-Probe, die Vertragsverhältnisse. Das bei Winokurow in A- und B-Probe nachgewiesene Fremdblutdoping steht auf der Liste der verbotenen Methoden des Internationalen Olympischen Komitees (IOC) und der Welt-Anti-Doping-Agentur (WADA).
Am 7. Dezember 2007 erklärte Alexander Winokurow seinen Rücktritt vom Radsport, nachdem er aufgrund der Doping-Vorfälle bei der Tour de France für ein Jahr gesperrt worden war. Dass der kasachische Verband Winokurow nur für ein Jahr sperrte, während in vergleichbaren Fällen Mindestsperren von zwei Jahren verhängt worden waren, wurde vom Weltradsportverband UCI scharf kritisiert.

### Comeback, Olympiasieg und Wechsel ins Teammanagement
Auf einer Pressekonferenz vor dem Start der Tour de France 2009 gab Winokurow sein Comeback bekannt. Dabei teilte er mit, dass er die Vuelta a España (29. Aug.–20. Sep.) bestreiten werde und auch einen Start bei der Straßen-WM in Mendrisio (23. bis 27. September) fest eingeplant habe.
Am 4. August bestritt er bei dem Kriterium im südfranzösischen Castillon-la-Bataille sein erstes Rennen seit seinem Tour-Ausschluss am 24. Juli 2007. Als Mitglied des kasachischen Nationalteams nahm im August er an der viertägigen Tour de l’Ain in Frankreich teil. Die dritte Etappe, ein Einzelzeitfahren, gewann er und sicherte sich somit seinen ersten Sieg nach seinem Comeback.
Am 25. April 2010 gewann Winokurow den Klassiker Lüttich–Bastogne–Lüttich. In der Folge wurde ihm vorgeworfen, den Sieg vom Zweitplatzierten Alexander Kolobnew, mit dem er zusammen ausgerissen war, für 150.000 Euro gekauft zu haben. Als Beweis sollten gewechselte E-Mails und Überweisungen dienen.
Die Staatsanwaltschaft erhob Anklage und forderte jeweils eine sechsmonatige Haftstrafe und hohe Geldstrafen; beide Angeklagte wurden jedoch von einem Lütticher Gericht mangels Beweisen freigesprochen. Bei der anschließenden Tour de France 2010 belegte Winokurow den 15. Platz in der Gesamtwertung.
Auf der 9. Etappe der Tour de France 2011 brach er sich bei einem schweren Sturz einen Oberschenkel und war so gezwungen, die Tour frühzeitig zu beenden. Anschließend nahm er am 17. Juli seinen Abschied vom aktiven Radsport.
Am 22. September 2011 erklärte Winokurow seinen erneuten Rücktritt vom Rücktritt. Zunächst war nur noch ein einziger Renneinsatz beim Chrono des Nations als letztes Rennen geplant, jedoch ging er auch noch 2012 für das Team Astana an den Start.
Am 28. Juli 2012 gewann Winokurow die Goldmedaille beim Straßenradrennen der 30. Olympischen Sommerspiele in London und erklärte im direkten Anschluss seinen endgültigen Rücktritt vom aktiven Radsport. Anschließend wurde er General Manager des Astana Pro Teams.
Im Zuge der Dopingermittlungen der Staatsanwaltschaft von Padua geriet Winokurow Ende 2014 in den Verdacht, als Fahrer Kunde des umstrittenen Sportmediziners Michele Ferrari gewesen zu sein. Ihm wird insbesondere auch vorgeworfen, im Jahr 2010 noch als Fahrer mit Ferrari einen Vertrag über die Betreuung von mindestens zehn Astana-Fahrern vereinbart zu haben.
Im Dezember 2017 wurde bekannt, dass sich Winokurow ab März 2018 gemeinsam mit dem russischen Fahrer Alexander Kolobnew vor einem Gericht in Belgien verantworten muss. Ihm wird von der Staatsanwaltschaft vorgeworfen, im Jahr 2010 den Sieg beim Rennen Lüttich–Bastogne–Lüttich mit 150.000 Euro von Kolobnew erkauft zu haben. Winokurow hatte Kolobnew bei diesem Rennen besiegt. Bei den Ermittlungen im Zusammenhang mit denen in Sachen Michele Ferrari waren Überweisungen von Winokurows Konto auf das von Kolobnew aufgefallen. Im November 2019 wurden Winokurow und Kolobnew von einem Gericht im belgischen Lüttich von den Betrugsvorwürfen freigesprochen.
Kurz vor dem Start der 108. Tour de France im Jahr 2021 wurde Winokurow als General Manager von Astana „aus persönlichen Gründen“ abberufen. Winokurows Nachfolger wurde Giuseppe Martinelli. Hintergrund soll ein Machtkampf zwischen dem vom kanadischen Namenssponsor Premier Tech unterstützen Management und Winokurow gewesen sein. Nachdem im August 2021 Premier Tech den Ausstieg aus dem Sponsoring angekündigt hatte – Premier Tech wurde Sponsor des Teams Israel-Premier Tech – und der zweite Hauptsponsor, ein kasachisches Konsortium, den Bestand des Teams sichergestellt hatte, wurde Winokurow wieder Teamchef.

## Triathlon (2016–2019)
Im Juli 2016 startete er im Triathlon beim Ironman 70.3 Budapest auf der Mitteldistanz (1,9 km Schwimmen, 90 km Radfahren und 21,1 km Laufen). Im September 2019 wurde der damals 45-Jährige in Nizza Triathlon-Weltmeister der Agegrouper (Amateursportler) in der Altersklasse M45-49. 2019 wurde er Rekordhalter der Altersklasse 45–49 beim Ironman Hawaii (Ironman World Championships).

## Privates
Winokurow hat mit seiner Ehefrau eine Tochter und zwei Söhne. Die Familie lebt in Monaco (Stand 2012).

## Sportliche Erfolge
| 1998 - Gesamtwertung Vier Tage von Dünkirchen - Gesamtwertung und eine Etappe Circuit de Lorraine - eine Etappe Tour de Pologne - Gesamtwertung und eine Etappe Tour de Picardie 1999 - Gesamtwertung Valencia-Rundfahrt - Gesamtwertung Dauphiné Libéré 2000 - Olympische Spiele – Straßenrennen - eine Etappe Vuelta a España 2001 - Gesamtwertung Deutschland Tour 2002 - Gesamtwertung Paris–Nizza 2003 - Gesamtwertung Paris–Nizza - Amstel Gold Race - Gesamtwertung Tour de Suisse - eine Etappe und Kämpferischster Fahrer Tour de France 2004 - Weltmeisterschaft – Zeitfahren - drei Etappen Paris–Nizza | 2005 - Lüttich–Bastogne–Lüttich - Kasachischer Meister – Straßenrennen - zwei Etappen Tour de France 2006 - Gesamtwertung und eine Etappe Vuelta a Castilla y León - Gesamtwertung, drei Etappen und Kombinationswertung Vuelta a España - Weltmeisterschaft – Zeitfahren 2007 - zwei Etappen Dauphiné Libéré 2009 - eine Etappe Tour de l’Ain - Asienmeister – Einzelzeitfahren - Chrono des Nations 2010 - Gesamtwertung und eine Etappe Giro del Trentino - Lüttich–Bastogne–Lüttich - eine Etappe Tour de France 2011 - eine Etappe Baskenland-Rundfahrt - eine Etappe Tour de Romandie 2012 - Olympische Spiele – Straßenrennen |

## Grand-Tour-Platzierungen
| Grand Tour            | 1999 | 2000 | 2001 | 2002 | 2003 | 2004 | 2005 | 2006 | 2007 | 2008 | 2009 | 2010 | 2011 | 2012 |
| --------------------- | ---- | ---- | ---- | ---- | ---- | ---- | ---- | ---- | ---- | ---- | ---- | ---- | ---- | ---- |
| Giro d’ItaliaGiro     | –    | –    | –    | –    | –    | –    | –    | –    | –    | –    | –    | 6    | –    | –    |
| Tour de FranceTour    | 35   | 15   | 16   | –    | 3    | –    | 5    | –    | DSQ  | –    | –    | 15   | DNF  | 31   |
| Vuelta a EspañaVuelta | –    | 28   | –    | DNF  | –    | DNF  | –    | 1    | –    | –    | DNF  | –    | –    | –    |

## Triathlon
| Datum/Jahr    | Rang | Wettbewerb                             | Austragungsort | Zeit     | Bemerkung                          |
| ------------- | ---- | -------------------------------------- | -------------- | -------- | ---------------------------------- |
| 8. Sep. 2019  | 1    | Ironman 70.3 World Championship M45–49 | Nizza          |          | Sieger der Altersklasse M45–49     |
| 27. Jan. 2017 | 17   | Ironman 70.3 Dubai                     | Dubai          | 04:29:47 | 17. Rang in der Altersklasse 40–44 |
| 30. Juli 2016 |      | Ironman 70.3 Budapest                  | Budapest       |          |                                    |

| Datum/Jahr    | Rang | Wettbewerb         | Austragungsort | Zeit     | Bemerkung                                                                    |
| ------------- | ---- | ------------------ | -------------- | -------- | ---------------------------------------------------------------------------- |
| 10. Sep. 2023 | 40   | Ironman WM         | Nizza          | 09:35:00 | Sieger Altersklasse M50-54                                                   |
| 12. Okt. 2019 | 40   | Ironman Hawaii     | Hawaii         | 08:48:24 | Sieger Altersklasse M45-49 und Eintrag in der Liste der Altersklassenrekorde |
| 13. Okt. 2018 | 201  | Ironman Hawaii     | Hawaii         | 09:13:37 | 7. Platz Altersklasse                                                        |
| 19. Aug. 2018 | 42   | Ironman Copenhagen | Kopenhagen     | 09:04:16 | 2. Platz Altersklasse                                                        |